# Mercy Graves
Mercy Graves es un personaje ficticio que aparece en los cómics publicados por DC Comics. Apareció por primera vez en 1996 en Superman: la serie animada como asistente personal y guardaespaldas de Lex Luthor. Desde entonces, ha pasado a los cómics publicados por DC Comics. 
El personaje fue interpretado por Tao Okamoto en la película de DC Extended Universe de 2016, Batman v Superman: Dawn of Justice. Fue interpretada por Rhona Mitra en la cuarta temporada de la serie de televisión Supergirl. Mercy Graves también apareció en la segunda temporada de la serie de DC Universe Titanes, interpretada por Natalie Gumede.

## Universo animado de DC

### Superman: la serie animada
Mercy Graves fue creada para Superman: la serie animada (con la voz de Lisa Edelstein) como una joven dura con un pasado accidentado. Mercy sirve como guardaespaldas y chófer personal de Lex Luthor. Originalmente la líder de una pandilla de mujeres ladronas, Mercy una vez le arrebató el maletín de Luthor de debajo de las narices del multimillonario. No llegó muy lejos antes de que los hombres de Luthor la persiguieran. Sin embargo, en lugar de vengarse, Luthor, impresionado por su mezcla de crueldad y astucia callejera, le ofreció un trabajo. La acogió, la limpió y la convirtió en su mano derecha. Formada en combate sin armas, se le encomendó su seguridad personal y también para realizar su trabajo sucio.
Su comportamiento revela un ingenio sarcástico y su vestimenta habitual es un uniforme de chófer con falda muy corta, gorra de chófer, medias de nailon y botas cortas de tacón alto. Mercy es leal y respetuosa con Luthor, y afirma ser "la única en toda la compañía de Luthor que puede salirse con la suya llamándolo Lex".
En el episodio "Brave New Metropolis", Lois Lane viaja a una realidad alternativa de Metrópolis. Mercy Graves es la comandante del grupo policial de Lex Luthor. Ella y sus soldados asaltan el escondite de los revolucionarios liderados por Jimmy Olsen, donde arrestan a los revolucionarios, confiscan la kryptonita robada, envían a los adultos a la cárcel y envían a los hijos de los revolucionarios al orfanato LexCorp. Cuando escucha a Jimmy llamar a Lois, Mercy la lleva ante Lex Luthor después de que las pruebas de ADN prueban que ella es Lois Lane. Lex Luthor decidió que para mantener a Superman a raya, sería mejor deshacerse de Lois. Envió a Mercy a matarla en la ciudad. En su camino, se encontraron con Angela Chen, quien logró distraer al comandante. Lois robó el arma de Mercy y antes de que pudiera reaccionar, Angela se había mordido la pierna. Lois se escapó. Lois y el Superman alternativo se conocieron donde se enteró de lo que Lex Luthor ha estado haciendo a sus espaldas. En el edificio LexCorp, Mercy estaba presente cuando Lois y Superman se enfrentaron a Luthor. Mercy luchó contra Lois, pero finalmente perdió cuando Lois plantó un gancho de izquierda que rompió la mandíbula. Los rebeldes irrumpieron en la habitación y se lanzaron sobre el odiado Mercy mientras Superman perseguía a Lex Luthor.
En el episodio "Ghost in the Machine", Mercy se une a Superman para encontrar a Lex Luthor desaparecido. Superman intenta convencer a Mercy de que Luthor en realidad no se preocupa por ella; Mercy intenta demostrarle que está equivocado. Sin embargo, después de una batalla con Brainiac, Mercy queda atrapada debajo de una pila de maquinaria caída mientras la habitación se derrumba. Aunque Luthor podría haberla salvado, él huye y hace que Superman la salve.
Durante el arco de crossover "World's Finest", Mercy desarrolla una intensa rivalidad con Harley Quinn, la secuaz del Joker y su novia intermitente. Durante el episodio culminante del arco, el Joker noquea a Mercy con un yoyo y Harley se encarga de amordazarla y atarla con cinta adhesiva a un androide asesino que ataca a Batman y Superman. Ella es salvada por los dos, y luego se la ve mirando televisión y riéndose para sí misma mientras Harley es arrestada públicamente.

### Liga de la Justicia
Mercy Graves reaparece más tarde en el episodio de la Liga de la Justicia, "Tabula Rasa". La naturaleza de su relación con Luthor se vuelve más clara. Mercy aceptó hacerse cargo de LexCorp mientras Luthor está en prisión y duda en devolvérselo porque siente que su relación anterior no era igual. También afirma que mientras era directora ejecutiva de LexCorp, aumentó las existencias un 38% y eliminó ciertos departamentos de la división de ciencia por considerarlos inútiles o para ahorrar dinero. Lex Luthor exacerba la situación abusando de ella verbal y físicamente. En repetidas ocasiones se da a entender que su relación no fue únicamente platónica. Mercy ayuda a regañadientes a Luthor a escapar de la Liga de la Justicia. Sin embargo, su manipulación engañosa de otro devoto sirviente hace que Mercy vea sus años juntos bajo una luz diferente. Después de su captura, Mercy cuelga a Lex Luthor durante su única llamada telefónica cuando solicita ayuda para obtener un abogado y médicos para tratar su cáncer causado por la kryptonita.

### Liga de la Justicia ilimitada
Mercy Graves reaparece en el episodio "Clash" de Liga de la Justicia Ilimitada. Fue vista de nuevo al lado de Lex Luthor.

## Cómics
Mercy Graves apareció por primera vez en Detective Comics # 735 (agosto de 1999), durante la historia de "No Man's Land" en los títulos de Batman. Esta versión de Mercy tiene cabello rubio y no usa uniforme de chofer. A veces se la ve con traje y corbata. Más tarde se le une otra guardaespaldas empleada por Luthor, Hope. Se sugiere que las dos pueden ser Amazonas, ya que han intercambiado golpes con Superman. Esta posibilidad se menciona en el cómic de President Luthor: Secret Files and Origins cuando la hechicera Circe aparece en la Casa Blanca exigiendo reunirse con Lex. Hope y Mercy informan a Circe de que siempre pueden reconocerla, sin importar el disfraz o la forma que adopte, lo que sugiere cierta familiaridad previa. Después de convertirlos temporalmente en pájaros, Circe le dice a Lex que tendrá que contratar nuevos guardaespaldas de Amazon.
Aunque el tiempo de Hope como empleado de LexCorp ha pasado, se puede ver a Mercy con el fugitivo Lex Luthor después de que lo expulsan de la presidencia. A pesar de su lealtad a Luthor, todavía ha mostrado algo de humanidad incluso mientras trabajaba con él; cuando Superman estaba buscando a Lois Lane después de que ella fuera secuestrada y suplantada por el Parásito, Mercy lo vio durante su búsqueda y, en ese momento, lo vio no como un extraterrestre, sino como un hombre que lo había perdido todo. Una pelea Mercy-Harley Quinn aparece en Action Comics # 765 (mayo de 2000).
En la serie 52, Mercy se ve junto a Luthor en la presentación de su programa "Sé tu propio héroe", y se lesiona cuando ella dispara varios disparos a Steel, que él desvía y le devuelve, golpeándola en la mano derecha. Más tarde se muestra en el empleo de Luthor en 52 Semana 40.
Mercy ha aparecido en la serie Infinity Inc, aparentemente queriendo expiar sus acciones pasadas. En el # 8, ella toma el apodo de "Vanilla" y usa un disfraz equipado con una máscara especial que mantendrá su identidad oculta a personas como Superman y Lex Luthor. En el # 10, casi mata a golpes a un hombre. Ella deja el equipo poco después, aceptando el hecho de que ella no es material de "héroe".
La herencia amazónica de Mercy se confirma en Justice League: Cry for Justice, cuando el supervillano Prometheus casi mata a Supergirl con balas forjadas por Dios que afirmó haber comprado a Mercy.
En septiembre de 2011, The New 52 reinició la continuidad de DC. En esta nueva línea de tiempo, Mercy Graves se reintroduce como asiático-estadounidense. Ella trabaja como asistente personal de Lex Luthor y administra LexCorp durante su ausencia.

## En otros medios

### Televisión

#### Animación
- En el episodio de The Batman, "The Batman / Superman Story, Part One", Mercy Graves (con la voz de Gwendoline Yeo) aparece de nuevo como la mano derecha de Lex Luthor, solo que esta vez parece ser de ascendencia euroasiática, habilidades como pistolero y poseer un par de pistolas láser gemelas.
- Mercy Graves aparece en Young Justice. Aparece como el principal guardaespaldas de Lex Luthor y es representada como una mujer con un brazo derecho cibernético que oculta armas poderosas, pero no habla. En el episodio "Targets", cuando los asesinos Cheshire y Sportsmaster intentan matarlo a él y a dos diplomáticos asiáticos, Mercy usa su brazo mecánico que contiene armas de proyectiles para detenerlos. Los diplomáticos, agradecidos e impresionados por el armamento de Mercy, hacen un trato con Luthor. Ella regresa en "Sospechosos habituales", donde actúa como guardaespaldas de Luthor durante la batalla en Santa Prisca. Ella explota a Aqualad cuando intenta arrestar a Luthor, y los dos escapan en helicóptero. Ella reaparece junto a Luthor en "Satisfaction", ayudándolo a escapar de un vengativo Roy Harper que bombardea su oficina antes de que encuentren a Harper dentro de un estacionamiento haciendo explotar el auto de Luthor. Mercy y Roy entablan un duelo en el garaje, Roy usa varias armas (como una ballesta y bombas) y técnicas para evitar o noquear a Mercy, la mayoría de las cuales le fallan. Finalmente logra volarle el brazo cibernético y golpearla contra el parabrisas de un auto. Más tarde, Roy muestra a Green Arrow y su clon de Cadmus Red Arrow, un brazo cibernético más poderoso que el de Mercy, y declara a Speedy "muerto", prefiriendo el sonido de "Arsenal".
- Mercy Graves aparece en el episodio de Harley Quinn, "Bachelorette".

#### Acción en vivo
- Un personaje basado libremente en Mercy Graves aparece en Smallville como Tess Mercer, que es un compuesto de Mercy, Eve Teschmacher y Lena Luthor, interpretada por Cassidy Freeman. Tess fue apodada "Mercy" por Oliver Queen.[5]
- Merced Graves aparece en la serie de The CW, Supergirl, interpretada por Rhona Mitra.[6] Esta versión es una exagente del Proyecto Cadmus junto a su hermano Otis Graves. Similar a su contraparte de Superman: la serie animada, Mercy también fue jefa de seguridad de lo que entonces se conocía como Luthor-Corp bajo el reinado de Lex Luthor. En el episodio "Fallout", Mercy y Otis son detenidos por el DEO después de la pelea de Mercy con Lena Luthor en L-Corp. Convencen a un agente de la DEO llamado Jensen para que los libere mientras usan el dispositivo de dispersión de plomo de Lena Luthor para esparcir Kryptonita en el aire, lo que debilitó a Supergirl. En el episodio "Ahimsa", el Agente Jensen ayuda a Mercy Graves y Otis a promover sus objetivos anti-alienígenas al liberar a un Hellgrammite y un Kopy sin nombre de la custodia del DEO donde causan estragos en un carnaval. Después de que la Kryptonita en el aire se ha ido y el Kopy es derrotado, Mercy y Otis son asesinados por la Hellgrammite que se rindió al DEO, aunque Otis resucita.
- Natalie Gumede interpreta a Mercy Graves en la segunda temporada de Titanes. Se la describe como “la despiadada, astuta, mano derecha y guardaespaldas del famoso Lex Luthor, que sirve a su jefe con una lealtad incuestionable. Su conexión con los Luthor es profunda, ya que Mercy ha sido amiga de la familia y en la vida de Lex desde que eran jóvenes". También es una mujer lesbiana casada y madre de dos hijas.

### Película

#### Animación
- Mercy Graves (luciendo su diseño DCAU) es interpretada por Tara Strong en Superman: Brainiac Attacks. Se la ve al lado de Lex Luthor, incluso en la parte donde Brainiac usa la tecnología LexCorp para construir un nuevo cuerpo. Mercy descubre a Jimmy buscando evidencia contra Luthor y lo ataca. Finalmente, Jimmy usa un robot para noquearla, aunque destruye su cámara en el proceso. Mientras Luthor se recupera en el hospital siendo entrevistado después del ataque de Brainiac, le dice en voz baja a Mercy que llame a todos sus abogados cuando un pequeño fragmento de kryptonita encontrado por los detectives en sus instalaciones expone su participación en el alboroto de Brainiac.
- Mercy Graves aparece en Superman: Doomsday con la voz de Cree Summer. En la película, ve un proyecto con Lex Luthor que involucra a LexCorp secreta e ilegalmente, cavando profundamente bajo tierra, donde accidentalmente desentierran al villano Doomsday. Luthor le dice a Mercy que se asegure de que nunca existieron todas las pruebas de la participación de LexCorp. Cuando Doomsday y Superman se matan en una batalla épica, Luthor pierde la oportunidad de ser responsable de la muerte de Superman, tanto directa como indirectamente a través de la destrucción de la evidencia por parte de Mercy. Una vez que Mercy le informa que no hay ningún vínculo con LexCorp, él le dispara en la cabeza para asegurarse de que no se pueda rastrear absolutamente nada hasta él.
- Mercy Graves aparece en Death of Superman y Reign of the Supermen con la voz de Erica Luttrell.
- Mercy Graves hizo un papel no hablante en Superman: Man of Tomorrow.
- Mercy Graves aparece en DC League of Super-Pets, con la voz de Maya Erskine.

#### Acción en vivo
- Mercy Graves fue considerada una villana menor en los proyectos cinematográficos descartados de Superman Reborn y Superman Lives. Famke Janssen fue considerada para el papel.[7]
- Tao Okamoto interpreta a Mercy Graves en la película de 2016 Batman v Superman: Dawn of Justice, lo que la convierte en la primera aparición oficial de Mercy en acción real.[2] Esta versión es el asistente personal de Lex Luthor. Ella muere en un bombardeo del Capitolio planeado por Luthor durante una audiencia del Congreso, para desacreditar a Superman y recibir la aprobación para usar tecnología kryptoniana rescatada (vista por primera vez en El hombre de acero de 2013) contra él.

### Videojuegos
- Mercy Graves apareció en Superman: Shadow of Apokolips con la voz de Lauren Tom.
- Mercy Graves aparece en Lego DC Super-Villains, con Cree Summer repitiendo el papel de Superman: Doomsday. Se la ve por primera vez en la Isla Stryker con "The Rookie" de su lado para ayudar a escapar a Lex Luthor antes de responder una pregunta del Comisionado Gordon que involucra un robo en Waynetech. Después de su éxito en la liberación de su empleador y el Novato, Graves más tarde es acompañada por Cheetah y Solomon Grundy para liberar a Metallo de debajo de la prisión. Si bien la fuga de la Isla Stryker fue un éxito, se ve a Graves volando con Luthor para escapar de la Liga de la Justicia después de su llegada a la Isla Stryker, luego chocó accidentalmente el helicóptero de huida del Joker.